# Establo Shikoroyama

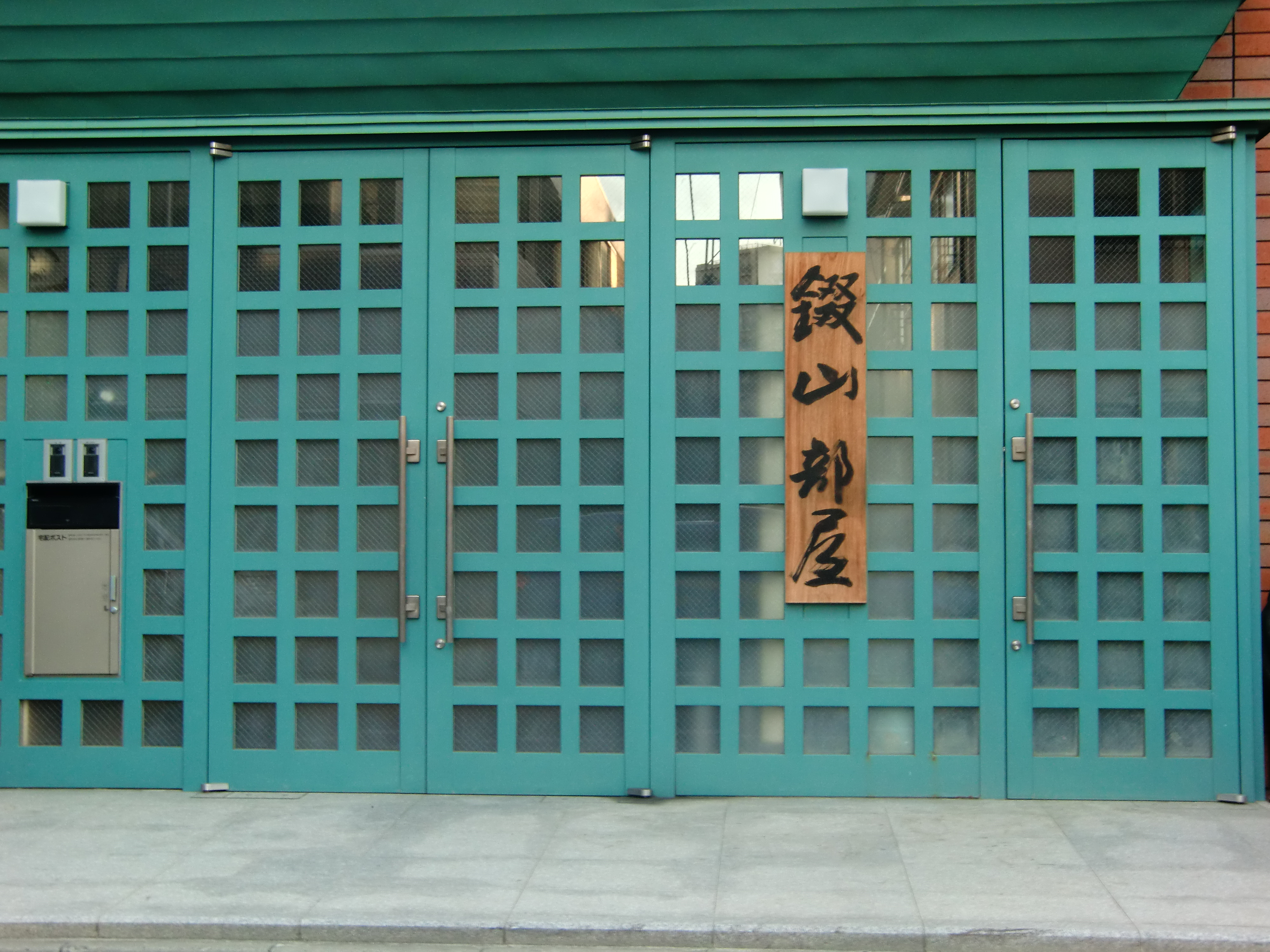
Entrada principal del Establo Shikoroyama

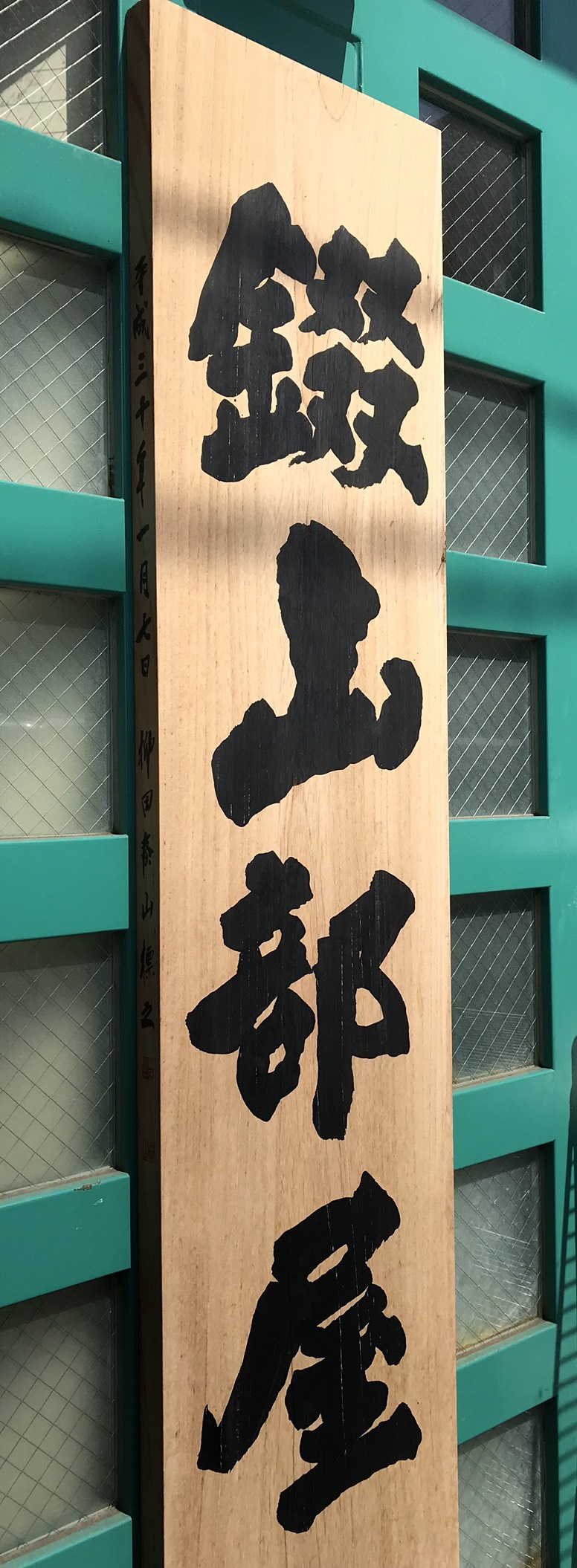
Placa de madera con el nombre del Establo Shikoroyama

El Establo Shikoroyama (錣山部屋, Shikoroyama beya) es un establo de entrenamiento de sumo profesional. El recinto formó parte del ichimon Tokitsukaze. Su generación actual fue fundada en febrero de 2004 por el ex sekiwake Terao tras independizarse del establo Izutsu. Terao no se llevó a ningún luchador consigo al momento de fundar su establo, optando por reclutar a todos sus luchadores él mismo. En diciembre de 2017, el maestro Shikoroyama se retiró del ichimon Tokitsukaze junto al maestro Tatsutagawa (ex komusubi Hōmashō) y el maestro Minato (ex maegashira Minatofuji), anunciando que no se incorporaría a ningún otro clan para así apoyar la candidatura de Takanohana en las elecciones de enero de 2018 para el gabinete de directores de la Asociación Japonesa de Sumo. En septiembre de 2018, el establo se incorporó al ichimon Nishonoseki. Para enero de 2023, tenía un total de 16 luchadores.
Un luchador de bajo rango el cual compitió para el establo desde 2011 a 2019, Hamatensei (de nombre real: Issei Amakusa), se convirtió en un funcionario público tras completar un curso por correspondencia como parte de un acuerdo entre la Asociación Japonesa de Sumo y la Escuela Secundaria NHK Gakuen.
Terao falleció en diciembre de 2023. Tras su deceso, el maestro Tatsutagawa anunció su intención de heredar el nombre de maestro/anciano Shikoroyama. Se reportó que Tatsutagawa había discutido el cambio con la viuda de Terao y los miembros del establo. Más tarde en diciembre, la Asociación Japonesa de Sumo anunció que Tatsutagawa fue nombrado como maestro interino a cargo del entrenamiento y supervisión de los luchadores en el establo, y en febrero de 2024, se declaró oficialmente que Hōmashō heredó el nombre Shikoroyama.
En octubre de 2024, el establo anunció el reclutamiento de Serjbüdeegiin Luvsangombo, hijo de Dolgorsürengiin Serjbüdee (exluchador Blue Wolf) y sobrino del sexagésimo octavo (68°) yokozuna Asashōryū. Al igual que otros miembros de su familia como Hōshōryū, Luvsangombo decidió emprender una carrera en el sumo profesional tras haber estudiado en la Escuela Secundaria Meitoku Gijuku ubicada en la prefectura de Kōchi y haber pasado un año entrenando en el establo.

## Nombres de ring
Desde su fundación, algunos luchadores de este establo han adoptado nombres de ring o shikona con los caracteres 寺尾 (léase como "Terao"), extraídos del nombre del maestro y fundador del establo, el ex sekiwake Terao. Ejemplos incluyen a Teraoshō, Teraoumi y Teraowaka.

## Dueños
- 2024–presente: El vigésimo primer (21°) Shikoroyama (iin, ex komusubi Hōmashō)
- 2004–2023: El vigésimo (20°) Shikoroyama (ex sekiwake Terao)

## Luchadores activos destacados
- Abi (mejor rango: sekiwake)

## Exluchadores destacados
- Hōmashō (mejor rango: komusubi)
- Seirō (mejor rango: maegashira)
- Irodori[ja] (mejor rango: jūryō)

## Gyōji
- Kimura Shunta (jonidan gyōji, de nombre real: Shunta Utsugi)

## Yobidashi
- Setsuo (makushita yobidashi, de nombre real: Satoru Kumazaki)

## Tokoyama
- Tokofumi (tokoyama de tercera clase)

## Ubicación y acceso
Kiyosumi 3-6-2, barrio especial de Kōtō, Tokio. A 3 minutos caminando desde la Estación Kiyosumi-Shirakawa (Línea Ōedo y Línea Hanzōmon)